# Provin
Provin is een gemeente in het Franse Noorderdepartement (Frans: département du Nord) (regio Hauts-de-France). De gemeente telde op 1 januari 2022 4.456 inwoners en maakt deel uit van het arrondissement Rijsel.

## Geografie
De oppervlakte van Provin bedroeg op 1 januari 2022 3,39 vierkante kilometer; de bevolkingsdichtheid was toen 1.314,5 inwoners per km².

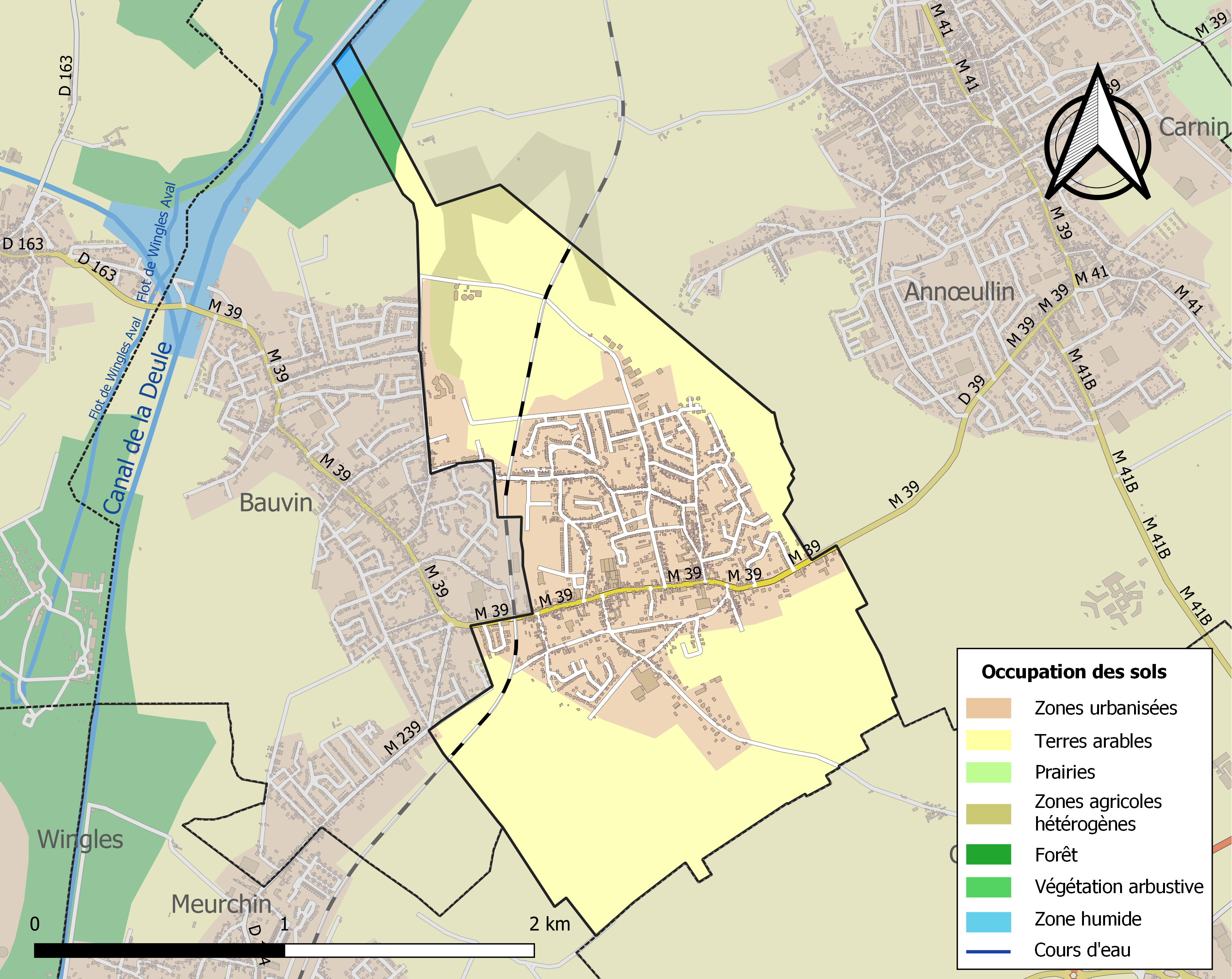
Kaart van de gemeente met belangrijkste infrastructuur, bodemgebruik en omliggende gemeenten

## Bezienswaardigheden
- De Église Saint-Martin
- Op de gemeentelijke begraafplaats van Provin bevinden zich twee Britse oorlogsgraven uit de Tweede Wereldoorlog.

## Demografie
Onderstaande figuur toont het verloop van het inwonertal (bron: INSEE-tellingen).

## Verkeer en vervoer
Op het grondgebied van buurgemeente Bauvin staat tegen de grens met Provin het Station Bauvin - Provin op de spoorlijn Lens - Don-Sainghin.